# Кучугуренко Григорій Васильович
Григорій Васильович Кучугуренко (нар. 14 жовтня 1926 Таганрог, Північнокавказький край, РРФСР — пом. 2003, Таганрог, Ростовська область, Росія) — радянський футболіст, захисник.

## Життєпис
Народився 14 жовтня 1926 року в місті Таганрог Ростовської області.
З 1941 року на початку Німецько-радянської війни в період окупації Ростовської області німецькими військами було вивезено на роботи до Німеччини, звідки втік на батьківщину.
З 26 січня 1944 року у віці 17 років був призваний до лав Робітничо-Селянської Червоної армії і направлений до діючої армії на фронт, учасник війни у складі 382-го стрілецького полку 8-ї стрілецької дивізії — червоноармієць, помічник навідника ручного кулемету 8-ї стрілецька роти. Воював у складі 3-го Українського фронту. 7 липня 1945 року Указом Президії Верховної Ради СРСР «за те, що при атаці на висоті 339 у Югославії влучним вогнем свого автомата знищив двох снайперів і відбив від захоплення в полон наших двох кулеметників» був нагороджений — Медаллю «За бойові заслуги».
З 1945 року був вихованцем Харківської дитячо-юнацької спортивної школи «Локомотив» (Харків). У 1950 та 1951 роках виступав на позиції захисника за футбольну команду Таганрога в чемпіонаті РРФСР серед команд КФК, У 1950 році брав участь у складі команди «Динамо» Ростов-на-Дону в чемпіонаті РРФСР. У 1952-1953 роках у складі дубля «Динамо» (Москва) зіграв 20 матчів. 1953 року у складі «Локомотива» (Харків) провів два матчі у вищій лізі. З 1953 по 1961 роки за «Торпедо» Таганрог зіграв 171 матч, грав у чемпіонаті РРФСР (1953—1955) та чемпіонаті СРСР (1956—1961), відзначився 5-ма голами в першій лізі та зіграв дев'ять матчів у Кубку СРСР.
Багаторічний капітан та лідер «Торпедо» (Таганрог). У 1962—1963 роках і з 1975 року працював другим тренером «Торпедо», тренував юнацькі та клубні колективи.
Помер 2003 року в Таганрозі.

## Нагороди
- Орден Вітчизняної війни II ступеня (06.04.1985)
- Медаль «За бойові заслуги» (СРСР) (07.07.1945)
- Медаль «За перемогу над Німеччиною у Великій Вітчизняній війні 1941—1945 рр.» (09.05.1945)

### Спортивні досягнення
- Чемпіонат СРСР (у складі «Динамо» Москва)
  -  Чемпіон (1): 1952

- Чемпіонат РРФСР
  -  Чемпіон (1): 1955

- Клас «Б» чемпіонату СРСР
  -  Чемпіон (1): 1961

- Майстер спорту СРСР